# 夏皮納河
夏皮納河是俄羅斯的河流，位於堪察加半島，河道全長約172公里，流域面積3,420平方里，河水主要來自融雪和雨水，最終注入堪察加河，是紅大馬哈魚、大麻哈魚和大麻哈魚的產卵地。